# 王家相 (萬曆庚戌進士)
王家相（1576年—1613年），字維樞，號襟寰，浙江嘉興府海鹽縣人，民籍，明朝政治人物。

## 生平
癸卯浙江鄉試十四名舉人，萬曆三十八年（1610年）庚戌科會試二百二十二名，第二甲第三十三名進士。吏部觀政，三十九年辛亥授刑部福建司主事，四十年壬子貴州主考，四十一年癸丑卒。

## 家族
曾祖王文達，庠生；祖王球；父王釗；前母朱氏；母繆氏。慈侍下。兄王家材（庠生、鄉賓）；王建中（丙戌會魁）；王洪極（監生）；王守謙（庠生）；王繼曾（庠生）。